# Läderach
Pour les articles homonymes, voir Laederach.
Läderach (Schweiz) AG (marque : Läderach Chocolatier Suisse) est une entreprise basée à Ennenda dans le canton de Glaris, qui produit des chocolats et des bonbons depuis 1962. 

## Description
Läderach produit exclusivement en Suisse, à partir de lait frais et de crème (la plupart de ses concurrents utilisent du lait condensé ou en poudre). 
Ses produits sont vendus dans une soixantaine de chocolateries avec des points de vente en Suisse, en Allemagne, au Royaume-Uni et en Amérique du Nord, ainsi que par des partenaires commerciaux au Moyen-Orient et en Asie.

## Histoire
L'entreprise est fondée en 1962 à Glaris par Rudolf Läderach (1929–2013), après que son père, Rudolf Läderach senior, avait exploité une boulangerie à Netstal (aujourd'hui la municipalité de Glaris) depuis 1926.

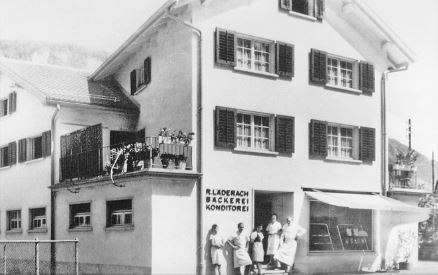
Lieu fondateur de l'entreprise Läderach

En 1970, Rudolf Läderach invente et brevète un procédé de production de « boules creuses à  parois minces » qui simplifie et améliore la fabrication des truffes.
En 1981, Läderach ouvre sa première filiale à l'étranger en s'implantant en Allemagne. En 1994, Rudolf Läderach confie la gestion opérationnelle de son entreprise à son deuxième fils, Jürg Läderach, qui est désormais président du conseil d'administration.

En 2004, Läderach rachète les confiseries Merkur au groupe Valora en Suisse et introduit son propre chocolat frais. Fin 2014, Läderach avait converti tous les sites Merkur en son propre « Läderach Chocolaterien ».

Ancien logo de Läderach

Avec Johannes et Elias Läderach, la troisième génération rejoint l'entreprise en 2011. Depuis septembre 2012, Läderach produit lui-même la pâte de cacao dans son propre site de production à Bilten (commune de Glaris Nord). Les fèves de cacao sont achetées auprès d'agriculteurs et de coopératives au Ghana et en Amérique du Sud.
En 2018, le fils aîné, Johannes Läderach, reprend la direction de son père Jürg. Elias Läderach rejoint la direction et remporte le titre de World Chocolate Master 2018 la même année. La même année, ils[Qui ?] sont champion du monde des maitres chocolatiers,,,.
À partir de 2019, l'entreprise poursuit son internationalisation avec l'ouverture de boutiques aux États-Unis, où elle reprend les magasins de Godiva, ainsi qu'au Canada et au Royaume-Uni,,.

### Chiffres d'affaires, magasins et employés
- 2024 : chiffres d'affaires estimé entre 150 et 170 millions de francs suisses (dont environ 40 % en Suisse), 150 magasins dans 16 pays et 1 700 employés[5].

## Critiques
S'identifiant aux valeurs chrétiennes et distribuant une partie de ses bénéfices aux Églises auxquelles elle est liée, l'entreprise fait l'objet d'une polémique et d'appels au boycott en 2019-2020, certaines de ses boutiques étant même vandalisées, en raison du soutien de son directeur général aux campagnes contre l'avortement et contre le mariage entre personnes de même sexe,. L'affaire conduit la compagnie Swiss à mettre fin à six ans de collaboration avec Läderach à la mi-avril 2020,,.
Un documentaire diffusé en septembre 2023 sur la première chaîne de télévision suisse alémanique SRF 1 rapporte des accusations de maltraitance sur des élèves d'une école privée évangélique fondée en 1995 à Kaltbrunn, dans le canton de Saint-Gall, par Jürg Läderach. Ces révélations conduisent le Festival du film de Zurich à rompre son partenariat avec l'entreprise,.

## Distinctions
Läderach est l'un des lauréats du SVC Entrepreneurship Award en Suisse orientale en 2012.